# Mike Saofaiga
Mike Saofaiga (ur. 12 stycznia 1991) – samoański piłkarz występujący na pozycji napastnika. W 2012 roku wziął udział w Pucharze Narodów Oceanii.